# Уотсон, Дональд
Дональд Уотсон (англ. Donald Watson, 2 сентября 1910 — 16 ноября 2005) — британский общественный деятель, основатель «Веганского общества» и соавтор термина веган.

## Биография
Дональд Уотсон родился в небольшом горняцком городке Мексборо в Саут-Йоркшире в Англии в семье директора школы. Ни в семье, ни среди окружающих Дональда в детстве людей не было ни вегетарианцев, ни тем более веганов. Однако родители Дональда имели либеральные взгляды на воспитание своих детей и поддерживали их в поиске собственного жизненного пути.
Ещё в самом раннем возрасте Уотсон осознал некоторые аспекты содержания животных, — которые, впоследствии, повлияли на его решение стать вегетарианцем, а затем и веганом. Вот что он вспоминает о ферме своего дяди, Джорджа:
«Меня окружали интересные животные — они все что-то «давали»: рабочая лошадь тянула плуг, другая лошадь тянула двуколку, коровы «давали» молоко, куры «давали» яйца, а петух был удобным «будильником» — тогда я не понимал, что у него есть и другая функция; овцы «давали» шерсть. Я никак не мог понять, что же «давали» свиньи, — но они казались очень дружелюбными существами: всегда были рады меня видеть».
Он осознал, что «дают» свиньи, когда увидел, как одну из них резали — и его жизнь изменилась: в возрасте 14 лет Уотсон стал вегетарианцем, хотя не знал ни одного человека, разделяющего его взгляды.
Окончив школу в возрасте 15 лет, Уотсон пошёл учиться на плотника. С 20 лет преподавал плотницкое ремесло — сначала в Лестере (где принимал активное участие в работе «Лестерского вегетарианского общества»), а затем в Кесвике.
В 1940-х годах, ознакомившись с подробностями процесса изготовления молока, стал веганом.
В 1944 году — вместе с друзьями основал «Веганское общество» (англ. The Vegan Society) и в течение двух лет сам вёл все дела. Вместе с женой Дороти ввёл в употребление термин веган, образовав его из первых трёх и последних двух букв английского слова «vegetarian» (вегетарианец или вегетарианский). Таким образом, новый термин означает «начало и конец вегетарианства».
Затем вёл спокойную жизнь, преподавал, работал гидом-проводником и покорял горные вершины.
Уотсон умер в своём доме в Кесвике, в северной Англии, вечером 16 ноября 2005 года, — в возрасте 95 лет, из которых больше 60 он был веганом.